# Čestmír Kopecký
Čestmír Kopecký (* 11. listopadu 1952 Praha) je český filmový a televizní producent a dramaturg, syn spisovatele a publicisty Čestmíra Vejdělka.
V roce 1977 vystudoval organizaci a řízení na Filmové a televizní fakultě Akademie múzických umění v Praze.

## Televizní tvorba
Poté pracoval v Československé televizi jako vedoucí výrobního štábu, po sametové revoluci od roku 1990 jako producent. Jako vedoucí tvůrčí skupiny se podílel např. na cyklech Velmi uvěřitelné příběhy, Na Chmelnici, Česká soda, Bigbít, Chcete mě?, Šumná města a Zblízka. V roce 1999 odešel z České televize a založil produkční společnost První veřejnoprávní. V ní produkoval např. rozsáhlý projekt Zlatá šedesátá, který zahrnuje profily 46 významných osobností československého filmu.

## Filmografie
Podílel se například na filmech Žiletky (1994), Indiánské léto (1995), Zahrada (1995), Mňága Hapyend (1996), Díky za každé nové ráno (1993), Akáty bílé (1996), Marian (1996), Cesta pustým lesem (1997), Knoflíkáři (1997), Návrat idiota (1999), Rok ďábla (2002), Klíč k určování trpaslíků (2002), Nuda v Brně (2003), Sluneční stát (2005), …a bude hůř (2007), Karamazovi (2008), Kuličky (2008), Odpad město smrt (2012), Pod dlažbou je pláž (2014) a Všechno bude fajn! (2017).

## Divadlo
Působil jako umělecký šéf a dramaturg Divadla Minor, jako ředitel Městského divadla v Karlových Varech (1999–2002) a intendant brněnského  Divadla Husa na provázku (2004–2007).